# Éverton Lopes
Pour les articles homonymes, voir Lopes.
Éverton dos Santos Lopes est un boxeur brésilien né le 8 août 1988 à Salvador.

## Carrière
Champion du monde à Bakou en 2011 en super-légers, il remporte également dans cette catégorie la médaille de bronze aux Jeux panaméricains de Guadalajara en 2011 et précédemment la médaille d'argent aux Jeux panaméricains de Rio en 2007 et celle de bronze aux championnats panaméricains de Mexico en 2009 en poids légers.

### Jeux olympiques
- Qualifié pour les Jeux de 2012, à Londres, Angleterre
- Participation aux Jeux de 2008, à Pékin, Chine

### Championnats du monde de boxe amateur
- Médaille d'or en -64 kg en 2011 à Bakou, Azerbaïdjan.

### Championnats panaméricains de boxe amateur
- Médaille de bronze en -60 kg en 2009 à Mexico, Mexique.

### Jeux panaméricains
- Médaille de bronze en -64 kg en 2011 à Guadalajara, Mexique.
- Médaille d'argent en -60 kg en 2007 à Rio de Janeiro, Brésil.